# يو إف سي ليلة القتال 264
يو إف سي ليلة القتال 264 (بالإنجليزية: UFC Fight Night 264) هو حدث قادم لفنون القتال المختلطة ستُنظمته يو إف سي، وسيُقام في 22 نوفمبر 2025، على صالة علي بن حمد العطية في الدوحة، قطر.

## الخلفية
سيُمثّل هذا الحدث أول ظهور للمنظمة في قطر، والتي ستصبح الدولة رقم 32 التي تستضيف حدث ليو إف سي (أيضًا الدولة الثالثة في الشرق الأوسط، بعد الإمارات العربية المتحدة والمملكة العربية السعودية). كانت هناك شائعات في البداية بأن الحدث الأول في البلاد سيقام في 17 مايو وسيكون حدث يو إف سي ليلة القتال: بورنس ضد موراليس، ولكن تم نقل تلك البطاقة إلى يو إف سي أبيكس في لاس فيغاس لأسباب غير معروفة.